# سالن
سالن (به سوئدی: Sälen) یک منطقهٔ مسکونی در سوئد است که در بخش مالونگ-سالن واقع شده‌است. سالن ۱٫۳۳ کیلومتر مربع مساحت و ۶۵۲ نفر جمعیت دارد.